# Boullay-les-Troux
Boullay-les-Troux là một xã ở tỉnh Essonne trong vùng Île-de-France nước Pháp
Theo điều tra dân số năm 1999, dân số xã này là 581 người. Ước tính dân số năm 2007 là 643.
Danh xưng cư dân địa phương Boullay-les-Troux trong tiếng Pháp là Boullaisiens.